# Namamyia plutonis
Namamyia plutonis är en nattsländeart som beskrevs av Banks 1905. Namamyia plutonis ingår i släktet Namamyia och familjen böjrörsnattsländor. Inga underarter finns listade i Catalogue of Life.